# Filosofi
Denne artikel omhandler hovedsageligt vestlig, eller europæisk, fagfilosofi med afsæt i det akademiske og videnskabelige.
Filosofi er i det moderne vesten videnskaben vedrørende de grundlæggende vilkår for erkendelse og moral. I den moderne vestlige verden er filosofi således overvejende akademisk fagfilosofi, der er et teoretisk universitetsfag. Det varetager faguddannelse af universitetsfilosoffer og består i det systematiske studie af generelle problemer omkring især etik, viden, sprog og bevidsthed.

## Definition
Den vestlige akademiske fagfilosofi er en intellektuel disciplin, der undersøger grundlaget for menneskelig viden og moral ved hjælp af analytiske og reflekterende metoder. Den har en lang forhistorie, der strækker sig fra de antikke græske filosoffer til moderne tænkere, og den praktiseres inden for akademiske institutioner. Akademisk fagfilosofi er således det fag, der forskes og undervises i på vestlige universiteter og gymnasier. Det er dermed vigtigt at bemærke, at der findes mange andre former for filosofi, som almindeligvis udøves i andre sammenhænge.
I den moderne vestlige akademiske forstand er filosofi et teoretisk og videnskabeligt universitetsfag, der beskæftiger sig med en systematisk og kritisk undersøgelse af grundlæggende spørgsmål om virkelighed, viden, værdier og menneskets plads i verden. Fagfilosofi er ikke begrænset til et enkelt emneområde, men omfatter en række kernediscipliner, der mest grundlæggende især omfatter metafysik, erkendelsesteori, etik, logik og politisk filosofi.

## Emneområde
Afgrænsningen af den akademiske fagfilosofis emneområde er i sig selv et stående fagfilosofisk spørgsmål. Der er dog en del kernediscipliner, der i dag er mere eller mindre centrale for fagfilosofien som universitetsfag:
- Metafysik
- Erkendelsesteori
- Etik
- Videnskabsteori
- Politisk filosofi
- Æstetik
- Logik
- Sprogfilosofi
- Historiefilosofi
- Filosofihistorie (ikke at forveksle med idéhistorie, der ikke er en fagfilosofisk disciplin men dog ofte et filosofisk studie).
- Argumentationsteori (ikke at forveksle med retorisk argumentation, der ikke er en fagfilosofisk disciplin).
- Teknologifilosofi

Disciplinerne er afhængige af hinanden, sådan at f.eks. et metafysisk synspunkt kan have erkendelsesteoretiske konsekvenser og omvendt. Ligeledes kan et sprogfilosofisk synspunkt have metafysiske konsekvenser.
Den akademiske fagfilosofi beskæftiger sig desuden specifikt med alle de øvrige videnskabelige fagområder, hvori man f.eks. både undersøger de erkendelsesteoretiske og metafysiske problemstillinger for emnet.
Eksempelvis:
- Politisk filosofi for statskundskab
- Biologiens filosofi for biologi
- Fysikkens filosofi for fysik
- Historiens filosofi for historie
- Matematikkens filosofi for matematik
- Medicinsk filosofi for lægevidenskab
- Pædagogisk filosofi for pædagogik
- Retsfilosofi for retsvidenskab

### Selvforståelse og afgrænsning
Moderne vestlig akademisk fagfilosofi er videnskabelig og har strikte krav til argumentation, begrebsdefinition, udredning af forudsætninger og korrekt logik. Fagfilosofi er dermed afgrænset fra andre former for filosofi som for eksempel visse antikke filosofier, moderne livsfilosofier, spirituel filosofi, arabisk filosofi og østlige filosofier, der ofte har fokus på samfundsstrukturer, naturforståelse, spiritualitet eller konkret liv frem for begrebslig præcision og altomspændende nærgennemgang af ting i forhold til logiske aksiomer.
Betegnelsen fagfilosof anvendes tilsvarende gerne om en person, der er faguddannet i videnskabelig filosofi, eller specialist i et filosofisk orienteret universitetsfag. Mens enhver kan kalde sig filosof, kræver titlen fagfilosof således, at man er uddannet i akademisk fagfilosofi eller et inden for et filosofisk orienteret fagområde på kandidat- eller forskerniveau. På engelsk bruges tilsvarende betegnelsen professional philosopher eller specialized philosopher om faguddannede filosoffer eller forskere i filosofi. På tysk anvendes både betegnelserne Fachphilosoph og professioneller Philosoph om den faguddannede akademiske filosof. Begrebet "Fachphilosoph" blev almindeligt i begyndelsen af det 20. århundrede, og det opstod i forbindelse med udviklingen af filosofi som en akademisk disciplin med specialiserede underområder og underdiscipliner. Denne udvikling medførte, at der kom specialiserede fageksperter inden for bestemte filosofiske områder, som var akademisk faguddannede og forskede eller underviste i filosofi som universitetsfag.

### Opdelinger af underdiscipliner
Skellet imellem praktisk filosofi og teoretisk filosofi går tilbage til Aristoteles. De praktiske videnskabers mål er handling, mens de teoretiske videnskabers mål er viden. Trods navnet er den praktiske fagfilosofi dog en lige så intellektuel disciplin som den teoretiske fagfilosofi, idet den praktiske fagfilosofi beskæftiger sig rent teoretisk med handling.
Den teoretiske fagfilosofi tæller underdiscipliner som erkendelsesteori, metafysik og videnskabsfilosofi. Den praktiske fagfilosofi tæller normativ etik, metaetik, anvendt etik, politisk filosofi og æstetik, men også mindre områder af den anvendte filosofi, f.eks. pædagogisk filosofi kan regnes hertil. Nogle discipliner går på tværs af dette skel, det gælder f.eks. filosofisk antropologi og religionsfilosofi.

### Fagfilosofiske problemer
Der er en lang række klassiske fagfilosofiske problemer:
Teoretisk fagfilosofi:
- Problemet om viljens frihed: Har vi en fri vilje og, hvad er en sådan?
- Det psykofysiske problem: Hvad er forholdet imellem krop og bevidsthed?
- Omverdensproblemet: Hvordan kan man vide, at verden eksisterer uafhængigt af ens bevidsthed?
- Det fremmedpsykiske problem: Hvordan ved jeg at andre har en bevidsthed?

Praktisk fagfilosofi:
- Hvad er et godt menneske?
- Hvad er kunst?
- Findes der moralske egenskaber ude i verden?
- Hvad er meningen med livet?
- Hvordan er den gode stat indrettet?
- Findes der retfærdige krige?
- Findes der menneskerettigheder og i så fald hvilke?

### Historisk
Igennem historien er filosofiens emneområdet skrumpet ind. Al tidlig naturvidenskab blev kaldt naturfilosofi, og f.eks. logik hørte ind filosofien, men i dag skelner man imellem filosofisk logik og matematisk logik. Øvrige emner som f.eks. at bevise gud er bortfaldet.
I dag kan den akademiske fagfilosofi opfattes som både førvidenskab og et generaliststudie, hvorunder der stadig er en tendens til at man putter spirende fagområder, hvis man er i tvivl om, hvor de ellers skulle placeres. Dette har fået nogle fagfilosoffer og videnskabsfolk til at antage, at fagfilosofien udelukkende er et moderfag, der føder alle øvrige akademiske fag, hvorefter det selv, teoretisk set, skulle ophøre med at eksistere.

## Filosofiens historie
Se også: Filosofiens historie
Vestlig filosofi regnes almindeligvis for at være startet i Grækenland med de såkaldte førsokratiske tænkere. Den første af disse blev af Aristoteles regnet for at være Thales fra Milet, hvorefter Anaximander, Heraklit, Parmenides og Demokrit fulgte. Filosofi kom i den vestlige udgave oprindeligt fra det græske ord φιλοσοφία, philosophia, der betød “kærlighed til visdom“.
Hvor førsokraterne hidtil havde haft fokus på verden udadtil (jf. kosmos, matematik og ontologi), så vendte Sokrates filosofien bort fra dette og rettede den ind imod mennesket selv (jf. etik), for dermed at påbegynde den klassiske æra inden for filosofi.
Sokrates' mest kendte elev, Platon, oprettede dernæst Akademiet, hvorved han rettede filosofien imod ideerne og påbegyndte en lang tradition inden for idealisme.
Aristoteles, der endvidere var Platons elev, talte i højere grad for empirisme og oprettede sit eget akademi, Lykeion.
De tre regnes traditionelt set for at være vestens første store filosoffer.
Senere udviklinger i den græske filosofi var epikuæismen og Stoicismen. Stoicismen dominerede romernes tænkning i århundreder, og har ligeledes haft en stor indflydelse på vestlig tænkning. Menneskerettigheder kan f.eks. spores til dem.
I middelalderen beskæftigede filosofferne sig mest med teologiske spørgsmål, og om at forene arven fra den græske filosofi med kristendommen. Augustin og Thomas Aquinas regnes her for at være de største, middelalderlige filosoffer.
Ved renæssancen gjorde en række filosoffer op med den middelalderlige kristendom samt skolastikken og påbegyndte den moderne filosofi. Disse inkluderer Francis Bacon, Thomas Hobbes, John Locke, René Descartes, Baruch de Spinoza, Gottfried Wilhelm Leibniz, Blaise Pascal, Nicolas Malebranche, Christian Wolff, Charles-Louis de Secondat Montesquieu, Pierre Bayle, Thomas Reid, Adam Smith, David Hume, Jean-Jacques Rousseau og Immanuel Kant. Selve disciplinen filosofihistorie stammer fra renæssancen.
Kant repræsenterer samtidigt et sammenbrud for metafysikken og den klassiske rationalisme. Efter ham blev filosofien præget af tysk idealisme. Johann Gottlob Fichte, Georg Wilhelm Friedrich Hegel, og Friedrich Wilhelm Joseph von Schelling tog udgangspunkt i Kants filosofi, mens Arthur Schopenhauer var stærkt kritisk overfor Kant.
En anden udvikling i denne periode var naturalismen, repræsenteret af John Stuart Mill, Karl Marx og Auguste Comte.
Den største, danske filosof, Søren Kierkegaard, udformede en del af sin filosofi ud fra en kritik af Hegel. Kirkegaard og Friedrich Nietzsche blev endvidere væsentlige inspirationskilder til det tyvende århundredes filosofi, bl.a. for Martin Heidegger og for den franske eksistentialist Jean-Paul Sartre. Omkring 2. verdenskrig blev Simone de Beauvoir en vigtig eksistentiel filosof inden for eksistentialismen, der inddrog feminisme. Sidst i 1800-tallet grundlagde Edmund Husserl endelig fænomenologien.

### Analytisk og kontinental filosofi
I dag skelnes ofte imellem analytisk og kontinental filosofi. Skellet er imidlertid kunstigt, analytisk filosofi antages dog i højere grad at være logisk og kontekstuafhængig, mens kontinental filosofi er mere historisk orienteret. Analytisk filosofi interesserer sig ikke så meget for de tyske filosoffer efter Immanuel Kant, f.eks. Hegel, mens kontinental filosofi gør. Måske kan man tale om en helt tredje gruppe af logikere og fagfilosoffer, der bedriver formel fagfilosofi, altså arbejder inden for eksempelvis modallogikkens område. Analytisk filosofi og positivistisk indstillede filosoffer glemmer imidlertid ofte at deres udgangspunkt er kontinentalt: Auguste Comte, Gottlob Frege, Wienerkredsen, Ludwig Wittgenstein og Karl Popper m.fl.

## Vigtige senmoderne fagfilosoffer

### John Rawls
John Rawls er kendt for sit værk "En teori om retfærdighed", hvor han udviklede teorien om retfærdighed som fairness. Hans arbejde inden for politisk filosofi og etik har haft stor indflydelse på samtaler om retfærdighed og samfundsmæssige strukturer.

### Robert Nozick
Robert Nozick var en førende figur inden for politisk filosofi og var kendt for sit værk "Anarchy, State, and Utopia", hvor han argumenterede for minimalstaten og individets rettigheder. Hans arbejde udfordrede Rawls' teorier og bidrog til udviklingen af libertarianisme.

### Jürgen Habermas
Jürgen Habermas er en betydningsfuld tysk filosof, der især er kendt for sit arbejde inden for kommunikativ handlingsteori og kritisk teori. Hans værk "Teorien om den kommunikative handlen" og begreber som "offentlig sfære" har haft stor indflydelse på sociologi, politik og filosofi.

### Jacques Derrida
Jacques Derrida er kendt som grundlæggeren af dekonstruktion, en tilgang til tekstuel analyse, der udfordrer binære oppositioner og faste betydninger. Derridas arbejde har haft stor indflydelse på filosofi, litteraturteori og kritiske studier.

### Slavoj Zizek
Slavoj Žižek er en slovensk filosof og kulturkritiker, som er kendt for sin anvendelse af psykoanalyse og marxisme i sin filosofiske analyse. Hans arbejde spænder over politisk filosofi, kulturteori og psykoanalyse og har haft stor indflydelse på samtaler om ideologi og kapitalisme.

### Daniel Dennett
Daniel Dennett er en amerikansk filosof og kognitionsforsker, der har bidraget til samtaler inden for filosofi om sind, bevidsthed og evolutionær biologi. Hans værk "Consciousness Explained" har udfordret traditionelle opfattelser af bevidsthed.
Dennett har bidraget til forståelsen af menneskelig adfærd og mentale fænomener gennem en evolutionær linse. Han argumenterer for, at mange af vores mentale egenskaber kan forklares som tilpasninger, der er udviklet gennem evolutionen, og at disse egenskaber kan studeres på samme måde som andre biologiske fænomener.
Som en filosofisk naturalist tror Dennett på, at alle fænomener i universet, herunder bevidsthed og sind, kan forklares ved hjælp af naturvidenskab og naturlovene. Han afviser eksistensen af ikke-fysiske fænomener og betragter bevidsthed som et produkt af komplekse neurale processer.

### Susan Haack
Susan Haack er en amerikansk filosof, som er kendt for sit arbejde inden for epistemologi og videnskabsfilosofi. Hendes bidrag inkluderer udviklingen af teorien om evidens og kritik af postmoderne epistemologi.
Haack har bidraget til filosofisk logik ved at undersøge spørgsmål om logisk sandhed, rationalitet og argumentationsteori. Hendes arbejde har fokuseret på at forstå logikken som et redskab til at analysere og evaluere argumenter i forskellige sammenhænge, herunder videnskab, retspleje og hverdagsliv.

## Funktion
Fagfilosofien er en intellektuel disciplin, hvis funktion er at udfordre antagelser, stille spørgsmål og fremme intellektuel udvikling. Fagfilosofi fremmer kritisk tænkning ved at udfordre antagelser, analysere argumenter og undersøge grundlæggende spørgsmål om menneskelivet, virkeligheden og vores sted i verden.
Fagfilosofi udforsker metafysiske spørgsmål om virkelighedens natur, eksistensens formål og det menneskelige sind. Dette bidrager til en dybere forståelse af universet og vores plads i det, samt hjælper med at håndtere eksistentielle vilkår.
Fagfilosofi fungerer ofte som en bro mellem forskellige akademiske discipliner ved at tilbyde en ramme for tværfaglig dialog og samarbejde. Den fagfilosofiske tilgang kan være berigende for andre felter som videnskab, kunst, politik, psykologi og religion.

## Kritik af vestlig akademisk filosofi
Den vestlige akademiske fagfilosofi har været genstand for kritik fra en række forskellige perspektiver og traditioner. Nogle af de mest fremtrædende kritikpunkter inkluderer:

### Overdreven akademisering
Mange kritikere hævder, at fagfilosofi er skrevet i et sprog, der er for svært at forstå for ikke-eksperter. Dette gør filosofien utilgængelig for det brede publikum og bidrager til en form for intellektuel elitisme. Filosofiske tekster kan være fyldt med tekniske termer, akademiske referencer og komplekse argumenter, som kræver en betydelig forudgående viden for at kunne forstå.
Nogle kritikere mener, at akademisk filosofi har fjernet sig for meget fra konkrete spørgsmål, der har direkte betydning for folks dagligliv. Filosofiske diskussioner kan fremstå som abstrakte, intellektualiserede og fjerne fra virkelige problemer, hvilket kan føre til en opfattelse af, at filosofien er irrelevant.

### Intellektualisering af tilværelsen
Mange kritikere mener, at fagfilosofi er for intellektualiseret og mangler kontakten med de faktiske erfaringer og oplevelser, som folk har i deres daglige liv. Filosofi bliver dermed opfattet som en teoretisk øvelse uden praktisk relevans.
Når filosofi overfokuserer på intellektuelle analyser, teoretiske diskussioner, akademiske referencer og logiske strukturer, risikerer den at fragmentere og forsimple komplekse menneskelige oplevelser. Det menneskelige livs rigdom og mangfoldighed kan ikke indfanges fuldt ud gennem abstrakt tænkning.

### Racisme
I det 21. århundrede er den vestlige fagfilosofi i stigende grad blevet kritiseret for at være racistisk af akademikere, intellektuelle og aktivister. Kritikere påpeger, at mange af de mest indflydelsesrige vestlige filosoffer, herunder dem fra den klassiske græske og romerske tid, levede i en tid med udpræget racisme. Den vestlige fagfilosofiske kanon er domineret af hvide, mandlige tænkere, hvis perspektiver ofte afspejler fordomme og racistiske opfattelser om mennesker fra andre kulturer.

### Eurocentrisme
Andre kritikere hævder, at den moderne vestlige fagfilosofi har en tendens til at ignorere bidrag fra ikke-vestlige kulturer og traditioner. En af de mest almindelige kritikker er derfor, at den vestlige fagfilosofi har tendens til at være eurocentrisk, hvilket betyder, at den prioriterer tænkere fra Europa og marginaliserer filosofiske bidrag fra andre dele af verden. Således undervises der ikke i ikke-vestlig filosofi på de filosofiske uddannelser på vestlige universiteter, ligesom at vestlige fagfilosoffer typisk ignorerer disse tilgange. Dette kan bidrage til at opretholde et eurocentrisk synspunkt og udelukke alternative perspektiver.

### Ekskludering af kvinder og marginaliserede grupper
Der har været kritik af den vestlige fagfilosofi for dens historiske tendens til at være ekskluderende over for kvinder, minoriteter og andre marginaliserede grupper. Dette indebærer både en mangel på repræsentation af disse grupper blandt de store filosoffer og en mangel på fokus på de filosofiske spørgsmål, der er relevante for deres erfaringer.

### Ekskludering af spiritualitet
Andre kritikere hævder, at den vestlige akademiske filosofi har tendens til at være for materialistisk og rationalistisk orienteret, hvilket kan føre til en afvisning af spiritualitet som irrelevant eller som et symptom på menneskets irrationelle tendenser. Afvisningen af spiritualiteten kan begrænse filosofiens forståelsen af mennesket og virkeligheden, idet de dybere dimensioner og deres betydning for menneskelig erfaring og eksistens ignoreres.
Der har også været kritik af den vestlige akademiske filosofi for dens tendens til at være sekularistisk og for dens manglende anerkendelse af den rolle, som spiritualitet spiller i mange menneskers liv og kulturer. Dette kan bidrage til marginalisering af dem, der har spirituelle eller religiøse overbevisninger.

### Mangel på relevans
Der er kritikere, der hævder, at den vestlige fagfilosofi mangler relevans eller ikke formår at håndtere de udfordringer, som mennesker møder i den virkelige verden, og derfor kan være begrænset i sin evne til at bidrage konstruktivt til samfundet. Dette kan skyldes fagfilosofiens tendens til at fokusere på abstrakte og teoretiske spørgsmål på bekostning af mere praktiske spørgsmål, hvilket kan føre til en kløft mellem filosofiske diskussioner og det virkelige liv.